# Laurent Lazard
Laurent Lazard est un pilote de moto français naturalisé uruguayen en rallye-raid.

## Palmarès pilote

### Résultats au Rallye Dakar
| Année | Categorie | Marque        | Position | Victoires d'etapes |
| ----- | --------- | ------------- | -------- | ------------------ |
| 2006  | moto      |               | 32e      |                    |
| 2007  | moto      |               | 36e      |                    |
| 2010  | moto      |               | 32e      |                    |
| 2011  | moto      |               | abd      |                    |
| 2012  | moto      |               | 62e      |                    |
| 2013  | moto      |               | 99e      |                    |
| 2014  | moto      | KTM 450 Rally | 47e      |                    |
| 2015  | moto      | KTM 450 Rally | 50e      |                    |
| 2017  | moto      | KTM 450 Rally | 66e      |                    |

### Autres compétitions
- Vainqueur du Desafío Ruta 40 en 2010.